# Andrea Miklós
Andrea Miklós (Cluj-Napoca, 17 aprile 1999) è una velocista rumena, ha vinto la medaglia di bronzo ai Mondiali indoor 2016 nella staffetta 4x400 m.

## Progressione

### 400 metri piani
| Stagione | Misura   | Luogo    | Data      | Rank. Mond. |
| -------- | -------- | -------- | --------- | ----------- |
| 2024     | 50"71    | Roma     | 10-6-2024 |             |
| 2023     | 50"67    | Chorzów  | 20-6-2023 |             |
| 2021     | 51"92(i) | Istanbul | 20-2-2021 |             |
| 2020     | 52"37(i) | Istanbul | 16-2-2020 |             |
| 2019     | 52"48    | Pitești  | 30-7-2019 |             |
| 2018     | 52"07    | Tampere  | 12-7-2018 |             |
| 2017     | 52"31    | Grosseto | 22-7-2017 |             |
| 2016     | 52"70    | Tbilisi  | 16-7-2016 |             |
| 2015     | 53"29    | Cali     | 17-7-2015 |             |
| 2014     | 55"21    | Bucarest | 24-5-2014 |             |
| 2013     | 55"90    | Bucarest | 27-7-2013 |             |

## Palmarès
| Anno | Manifestazione  | Sede           | Evento        | Risultato  | Prestazione | Note                                                                   |
| ---- | --------------- | -------------- | ------------- | ---------- | ----------- | ---------------------------------------------------------------------- |
| 2015 | Mondiali U18    | Cali           | 400 m         | 7ª         | 53"29       | Miglior prestazione personale                                          |
| 2015 | Mondiali U18    | Cali           | 4x400 m mista | 8ª         | 3'31"94     |                                                                        |
| 2016 | Mondiali indoor | Portland       | 4x400 m       | Bronzo     | 3'31"51     | [ 1 ]                                                                  |
| 2016 | Europei         | Amsterdam      | 4x400 m       | 8ª         | 3'30"63     | [ 2 ]                                                                  |
| 2016 | Europei U18     | Tbilisi        | 400 m         | Oro        | 52"70       | Miglior prestazione europea stagionale · Miglior prestazione personale |
| 2016 | Olimpiade       | Rio de Janeiro | 4x400 m       | Batteria   | 3'29"87     |                                                                        |
| 2017 | Europei U20     | Grosseto       | 400 m         | Argento    | 52"31       | Miglior prestazione personale                                          |
| 2018 | Mondiali U20    | Tampere        | 400 m         | Argento    | 52"07       | Miglior prestazione personale                                          |
| 2018 | Europei         | Berlino        | 400 m piani   | Semifinale | 52"49       | [ 3 ]                                                                  |
| 2018 | Europei         | Berlino        | 4x400 m       | 7ª         | 3'32"15     |                                                                        |
| 2019 | Europei indoor  | Glasgow        | 400 m piani   | Batteria   | 53"87       |                                                                        |
| 2019 | Europei U23     | Gävle          | 400 m piani   | Bronzo     | 52"66       | Miglior prestazione personale stagionale                               |
| 2019 | Europei U23     | Gävle          | 4x100 m       | Batteria   | 45"96       |                                                                        |
| 2021 | Europei indoor  | Toruń          | 400 m piani   | 6ª         | 52"10       |                                                                        |
| 2023 | Giochi europei  | Chorzów        | 400 m piani   | Bronzo     | 50"67       | [ 4 ]                                                                  |
| 2023 | Mondiali        | Budapest       | 400 m piani   | Semifinale | 50"77       | [ 5 ]                                                                  |
| 2024 | Mondiali indoor | Glasgow        | 400 m piani   | Semifinale | 51"83       | [ 6 ]                                                                  |
| 2024 | Europei         | Roma           | 400 m piani   | 5ª         | 50"71       | [ 7 ]                                                                  |
| 2024 | Giochi olimpici | Parigi         | 400 m piani   | Semifinale | 50"78       |                                                                        |

## Campionati nazionali
- 5 volte campionessa nazionale rumena indoor dei 400 metri piani (2018, 2019, 2020, 2021, 2023)
- 4 volte campionessa nazionale rumena dei 400 metri piani (2018, 2019, 2023, 2024)
- 1 volte campionessa nazionale rumena dei 200 metri piani (2024)

2016
- Bronzo ai campionati rumeni indoor (Bucarest), 400 metri piani - 54"33

2018
- Oro ai campionati rumeni indoor (Bucarest), 400 metri piani - 54"02
- Oro ai campionati rumeni (Bucarest), 400 metri piani - 52"81

2019
- Oro ai campionati rumeni indoor (Bucarest), 400 metri piani - 54"41
- Oro ai campionati rumeni (Pitesti), 400 metri piani - 52"48

2020
- Oro ai campionati rumeni indoor (Bucarest), 400 metri piani - 53"82

2021
- Oro ai campionati rumeni indoor (Bucarest), 400 metri piani - 53"81

2023
- Oro ai campionati rumeni indoor (Bucarest), 400 metri piani - 54"39
- Oro ai campionati rumeni (Craiova), 400 metri piani - 51"29

2024
- Oro ai campionati rumeni (Cluj-Napoca), 200 metri piani - 23"64
- Oro ai campionati rumeni (Cluj-Napoca), 400 metri piani - 51"01

## Altre competizioni internazionali
2015
- Oro al Festival olimpico della gioventù europea ( Tbilisi), 400 m piani - 53"68
- el. batteria al Festival olimpico della gioventù europea ( Tbilisi), staffetta 4x100 m - 48"13

2016
- Oro ai Campionati balcanici indoor - ( Istanbul), staffetta 4x400 m - 3'36"02
- Oro ai Campionati balcanici - ( Pitesti), staffetta 4x400 m - 3'31"26

2017
- Oro ai Campionati europei a squadre, ( Vaasa), staffetta 4x400 m - 3'31"83

2018
- Oro ai Campionati balcanici U20 indoor - ( Sofia), 400 m piani - 54"51

2019
- Bronzo ai Campionati balcanici indoor - ( Istanbul), 400 m piani - 54"61
- 4ª ai Campionati europei a squadre, ( Sandnes), 400 m piani - 53"28
- 5ª ai Campionati europei a squadre, ( Sandnes), staffetta 4x400 m - 3'35"80
- Bronzo ai Campionati balcanici - ( Pravets), 400 m piani - 52"57
- Oro ai Campionati balcanici - ( Pravets), staffetta 4x400 m piani - 3'39"52

2020
- Oro ai Campionati balcanici indoor - ( Istanbul), 400 m piani - 52"64

2021
- Oro ai Campionati balcanici indoor - ( Istanbul), 400 m piani - 51"92

2023
- Oro ai Campionati europei a squadre, ( Chorzów), 400 m piani - 50"67
- Argento ai Campionati europei a squadre, ( Chorzów), staffetta 4x400 m piani mista - 3'14"83

2024
- Oro ai Villa de Madrid ( Madrid), 400 m piani - 51"11